# La Dernière Saison
Pour plus de détails, voir Fiche technique et Distribution.
La Dernière Saison est un film français de Pierre Beccu, sorti en 1991.
À noter, la présence de Michel Barnier dans le casting.

## Synopsis
Ce film réalisé à la gloire des bergers baujus, présente Jean et Laurent, deux bergers de deux générations différentes, l'un attaché aux traditions, l'autre jeune berger révolté. La cohabitation est difficile, jusqu'à l'arrivée de Sophie, la fiancée de Laurent, qui va aider les deux hommes à se comprendre et s'apprécier mutuellement. Pierre Beccu montre avec talent[non neutre] un pan entier de la réalité historique et sociologique savoyarde. 

## Fiche technique
- Titre : La Dernière Saison
- Réalisation : Pierre Beccu
- Scénario : Pierre Beccu, Jean-Claude Dague et Jean-Louis Rapini
- Production : Jean-Claude Dague, Lorène Russel, Jean Cherlian et Pierre Beccu
- Photographie : Maurice Giraud
- Montage : Claude Guérin
- Société de production : New Trust European
- Pays d'origine :  France
- Langue originale : français
- Format : Couleurs - 1,85:1 - 35 mm
- Genre : drame
- Durée : 107 minutes
- Date de sortie :
  - France : 23 décembre 1991 (première)
  - France : 1er janvier 1992 (sortie nationale)
  - 12 mars 2003 (re-sortie)

## Distribution
- Jean Davy : Jean Marsan
- Marie Dubois : Marthe
- Fred Personne : Edouard
- Laurent Ferroud : Laurent Ferrand
- Lorène Russel : Suzanne
- Paul Le Person : Louis
- Julia Monnerie : Sophie
- Jean Cherlian : René
- Pierre Vielhescaze : Marcel
- André Lacombe : Claude
- Joëlle Bruyas : L'institutrice
- Michel Barnier : L'homme politique
- Jean-Louis Fourquet : Félix
- Andrée Boyer : La mère de Laurent